# Nyingchi
Nyingchi (kinesisk: 林芝; pinyin: Línzhī; Wade-Giles: Lín-chīh; tibetansk: ཉིང་ཁ; Wylie: Nying-khri) er et præfektur i Den autonome region Tibet i Folkerepublikken Kina. Præfekturet har et areal på 116.175 km², og en befolkning på 170.000 mennesker (2007).

## Administrative enheder
Præfekturet Nyingchi består af 7 amter (县 xiàn). Store dele af amterne Mêdog og Zayü regnes af Kina som tibetansk territorium (og følgelig under kinesisk jurisdiktion), men de er de facto styret af Indien og udgør store dele af den indiske stat Arunachal Pradesh.
| Kort               | Kort          | Kort       | Kort               | Kort           | Kort                     | Kort                   | Kort        | Kort      |
| ------------------ | ------------- | ---------- | ------------------ | -------------- | ------------------------ | ---------------------- | ----------- | --------- |
| Kort over Nyingchi |               |            |                    |                |                          |                        |             |           |
| #                  | Navn          | Hanzi      | Pinyin             | Tibetansk      | Wylie                    | Befolkning (2003 est.) | Areal (km²) | Indb./km² |
| Amter              |               |            |                    |                |                          |                        |             |           |
| 1                  | Nyingchi      | 林芝县     | Línzhī Xiàn        | ཉིང་ཁྲི་ས་རྫོང་     | nying khri rdzong        | 30.000                 | 8.536       | 4         |
| 2                  | Gongbo'gyamda | 工布江达县 | Gōngbùjiāngdá Xiàn | ཀོང་པོ་རྒྱ་མདའ་རྫོང་ | kong po rgya mda' rdzong | 30.000                 | 12.960      | 2         |
| 3                  | Mainling      | 米林县     | Mǐlín Xiàn         | སྨན་གླིང་རྫོང་      | sman gling rdzong        | 20.000                 | 9.507       | 2         |
| 4                  | Mêdog         | 墨脱县     | Mòtuō Xiàn         | མེ་ཏོག་རྫོང་       | me tog rdzong            | 10.000                 | 3.194       | <1        |
| 5                  | Bomi          | 波密县     | Bōmì Xiàn          | སྤོ་མེས་རྫོང་       | spo mes rdzong           | 30.000                 | 16.770      | 2         |
| 6                  | Zayü          | 察隅县     | Cháyú Xiàn         | རྫ་ཡུལ་རྫོང་       | rdza yul rdzong          | 20.000                 | 31.305      | 1         |
| 7                  | Nang          | 朗县       | Lǎng Xiàn          | སྣང་རྫོང་         | snang rdzong             | 10.000                 | 4.114       | 2         |